# Polaines lívid
El polaines lívid (Platycnemis latipes) és una espècie d'odonat zigòpter de la família Platycnemididae que es troba a Portugal, Espanya i a la meitat sud-oest de França. És present a Catalunya.

## Descripció
- El mascle és de color blanc ivori i la femella és bruna.
- Platycnemis latipes es diferencia de Platycnemis pennipes per l'absència de línia negra sobre les tíbies dilatades de les potes 2 i 3.[2]